# Narciso Yepes
Narciso Yepes (14. listopadu 1927, Lorca, Španělsko – 3. května 1997, Murcia, Španělsko) byl španělský klasický kytarista, jenž patřil mezi nejvýznamnější klasické kytaristy 20. století, který během své úspěšné umělecké dráhy získal mnoho ocenění. Jednalo se o mimořádně technicky zdatného hráče s naprosto brilantní a unikátní technikou.

## Životopis
Hře na kytaru se nejprve učil ve svém rodišti od svých 4 let. V době Španělské občanské války celá rodina přesídlila do Valencie. Ve Valencii ve věku 13 let započal i svá studia hudební teorie a komponování na místní konzervatoři. Dne 16. prosince 1947 odstartoval svoji profesionální kariéru Rodrigovým Koncertem z Aranjuezu za doprovodu Španělského národního orchestru.
Od roku 1950 studoval kytarovou interpretaci v Paříži.
V roce 1964 Yepes začíná používat kytaru s deseti strunami, která usnadňuje interpretaci barokních skladeb (původně psaných pro loutnu).

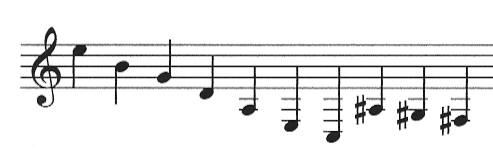
Ladění kytary o deseti strunách podle Narcise Yepese

V roce 1958 se oženil s Marysií Szumlakowskou, Polkou studující filosofii, s níž měl tři děti: syn Juan de la Cruz zemřel v 18 letech při havárii, syn Ignacio Yepes, flétnista, se stal dirigentem, dcera Ana Yepes je tanečnice a choreografka.
Od roku 1993 začal Narciso Yepes pro zdravotní problémy omezovat svá veřejná vystoupení. Jeho poslední koncert se uskutečnil v Santanderu 1. března 1996. Zemřel v roce 1997 na rakovinu lymfatických uzlin.

## Diskografie

### Pro kytaru a orchestr
1. Salvador Bacarisse: "Concertino para guitarra y orquesta en la menor". Ernesto Halffter: "Concierto para guitarra y orquesta". Se symfonickým orchestrem RTVE (la Orquesta sinfónica de RTVE) v roce 1980, dirigent Odón Alonso.
2. Mauricio Ohana: "Tres gráficos".
3. A. Ruiz Pipó: "Tablas".
4. S londýnským symfonickým orchestrem, dir. Rafael Frühbeck de Burgos.
5. Joaquín Rodrigo: "Concierto de Aranjuez" a "Fantasía para un Gentilhombre". Se symfonickým orchestrem RTVE, dirigent Odón Alonso.
6. Manuel Palau: "Concierto levantino". S n8rodn9m orchestrem, dir. Odón Alonso.
7. Antonio Vivaldi: "Concierto en RE mayor"; Manuel Palau: "Concierto levantino". S n8rodn9m orchestrem, dir. Odón Alonso.
8. Antonio Vivaldi: "Conciertos para guitarra, laud y mandolinas", s komorn9m orchestrem, dir. Paul Kuentz.

### Sólová kytara
1. Cinco siglos de guitarra:
  1. L. de Milan: "Seis pavanas".
  2. L. de Narváez: "Canción del emperador y diferencias".
  3. Diego Pisador: "Pavana y Villanesca".
  4. G.Sanz: "Suite española".
  5. Antonio Soler: "Dos Sonatas".
  6. Isaac Albéniz: "Malagueña".
  7. Fault: "Homenaje a Debussy".
  8. Ernesto Halffter: "Madrigal".
  9. Federico Moreno Torroba: "Madroños".
  10. Xavier Montsalvatge: "Habanera".
  11. Ohana: "Tiento".
2. Fernando Sor: "24 estudios".
3. H. Villa Lobos: "12 estudios y 5 preludios"
4. J. S. Bach: "Preludio", "Chacona en RE menor", "Zarabanda y Doble"; S.L.Weiss: "Fantasía en MI menor y Suite en MI mayor".
5. Música iberoamericana:
  1. H. Ayala: "Suite".
  2. Bacarisse: "Suite".
  3. Poulenc: Zarabanda.
  4. Asencio: "Homenajes".
  5. Gombau: "Tres piezas de la Belle Époque".